# كيفون هاريس
كيفون هاريس (بالإنجليزية: Kevon Harris)‏ هو لاعب كرة قدم جامايكي في مركز الدفاع، ولد في 1 يونيو 1981 في كينغستون في جامايكا. شارك مع منتخب جامايكا لكرة القدم. أما مع النوادي، فقد لعب مع فيرجينيا بيتش مارينرز.

## وصلات خارجية
- كيفون هاريس على موقع قاعدة بيانات كرة القدم.إي يو (الإنجليزية)
- كيفون هاريس على موقع ناشيونال فوتبول تيمز (الإنجليزية)